# Lake Alma
Lake Alma är en sjö i Australien. Den ligger i delstaten Western Australia, omkring 1 800 kilometer nordost om delstatshuvudstaden Perth. Lake Alma ligger 14 meter över havet.
Omgivningarna runt Lake Alma är i huvudsak ett öppet busklandskap. Trakten runt Lake Alma är nära nog obefolkad, med mindre än två invånare per kvadratkilometer. Genomsnittlig årsnederbörd är 1 092 millimeter. Den regnigaste månaden är januari, med i genomsnitt 322 mm nederbörd, och den torraste är augusti, med 1 mm nederbörd.